# Satoši Jamaguči (1978)
Satoši Jamaguči (* 17. duben 1978) je bývalý japonský fotbalista.

## Klubová kariéra
Hrával za JEF United Chiba, Gamba Osaka, Kyoto Sanga FC.

## Reprezentační kariéra
Satoši Jamaguči odehrál za japonský národní tým v roce 2009 celkem 2 reprezentační utkání.

## Statistiky
| Japonsko | Japonsko | Japonsko |
| Roky     | Záp.     | Góly     |
| -------- | -------- | -------- |
| 2009     | 2        | 0        |
| Celkem   | 2        | 0        |